# Wahlen in Swasiland 2013
Die Wahlen in Swasiland 2013 fanden am 24. August und 20. September 2013 im Königreich Swasiland (heute: Eswatini) statt. Gewählt wurden 55 Abgeordnete des House of Assembly („Versammlungshaus“), das Unterhaus des swasiländischen Parlaments, sowie lokale Vertreter. Die Wahlen waren umstritten, da Parteien daran nicht teilnehmen durften.

## Ausgangslage
König Mswati III. regierte als absoluter Herrscher. Das House of Assembly hatte nur eingeschränkte Rechte. Der Premierminister wurde vom König ernannt, der überwiegend mit Hilfe von Dekreten regierte. Der Status politischer Parteien in Swasiland was unklar; Kandidaten durften sich nur als Unabhängige bewerben. Die letzte Parlamentswahl fand 2008 statt, die Legislaturperiode dauerte wie üblich fünf Jahre. Die Wahlen fanden gemäß der 2005 eingeführten Verfassung statt.
Wähler mussten sich zwischen dem 13. Mai und dem 30. Juni 2013 registrieren lassen. Das Mindestalter betrug 18 Jahre. 415.012 Wahlberechtigte von rund 600.000 möglichen Wählern – rund 69 Prozent – wurden registriert. 2008 hatten sich 88 Prozent der Wahlberechtigten registrieren lassen. Mehrere oppositionelle Parteien, etwa People’s United Democratic Movement (PUDEMO), Ngwane National Liberatory Congress (NNLC) und Communist Party of Swaziland (CPS), und Gewerkschaften riefen die Wahlberechtigten zu einem Boykott der Wahl auf. Die südafrikanische Regierungspartei African National Congress hatte im Vorfeld der Wahl zu einer Demokratisierung Swasilands aufgerufen.
In Swasiland gab es damals 55 Wahlkreise (Tinkhundla, Singular Inkhundla), 14 in Hhohho, 11 in Lebombo, 16 in Manzini und 14 in Shiselweni. Sie waren in 385 Chiefdoms (Imiphakatsi; Singular Umphakatsi) unterteilt, die meist lokalen traditionellen Herrschern zugeordnet sind. Die Städte Manzini und Mbabane sind in zehn Wards bzw. 16 Zones unterteilt, die in der Zahl der Chiefdoms enthalten sind. Neben den Parlamentariern wurden der Constituency Headman (Indvuna; etwa: „Wahlkreisvorsitzender“) und das Constituency Executive Committee (Bucopho; etwa: „Wahlkreisvorstand“) gewählt.
Vertreter des Southern African Development Community Parliamentary Forum (SADC-PF) besuchten in der Woche vor den Vorwahlen Swasiland. Sie verwiesen auf das „einmalige“ Tinkhundla-System und nannten das Wahlsystem „demokratisch“.
Die Afrikanische Union sandte eine Delegation zur Wahlbeobachtung vom 13. bis 25. September 2013. Eine Delegation des Commonwealth wurde vom ehemaligen malawischen Präsidenten Bakili Muluzi geleitet.

## Ablauf
Für die Wahlen ist seit 2008 die Elections and Boundaries Commission (EBC, etwa: „Wahl- und Grenzkommission“) verantwortlich. Am 3. und 4. August 2013 erfolgten die Nominierungen zur Vorwahl in den 385 Chiefdoms. Je Chiefdom wurden drei bis 20 Kandidaten bei einer öffentlichen Versammlung nominiert, indem auf sie gezeigt wurde, sie der Nominierung dann zustimmten und sich schließlich mindestens zehn Anwesende für den Kandidaten aussprachen. Mehrere Frauen wurden von den örtlichen Komitees abgelehnt, weil sie traditionellen Verhaltensnormen nicht entsprachen, etwa weil sie nach dem Tod des Ehemannes zwei Jahre in Trauer zu sein hätten oder weil sie Hosen trugen. Die Namen einiger anderer nominierter Kandidaten fehlten auf den Kandidatenlisten der EBC.
Bei den Vorwahlen am 24. August 2013 wurden je Chiefdom jeweils ein Kandidat für das House of Assembly und für die Position des Constituency Headman nach dem Mehrheitswahlrecht in geheimer Wahl bestimmt. Die Kandidaten durften laut Verfassung nicht als Parteipolitiker auftreten. Die Mitglieder der Bucopho wurden bereits bei den Vorwahlen gewählt. Die Vorwahlen dauerten von 7:00 bis 17:00 Uhr.
Bei den Vorwahlen gab es Unregelmäßigkeiten. So wurden teilweise fehlerhafte Wahlzettel gedruckt und Wahlkampfregeln gebrochen. In einigen Wahlkreisen musste die Wahl abgebrochen und wiederholt werden. Die in der Vorwahl erfolgreichen Kandidaten für Parlament und Indvuna begannen – wie vorgeschrieben – erst nach den Vorwahlen ihre Wahlkampagne. Dabei durften sie auch politische Themen ansprechen. Bereits bei den Vorwahlen wurden fünf amtierende Minister nicht wiedergewählt.
Am 1. September 2013 erklärte Mswati III., dass er während eines Gewitters die Vision von Gott erhalten habe, dass Swasiland eine „monarchische Demokratie“ sein solle. Am 14. September wurde der stellvertretende Vorsitzende der CPS festgenommen, weil er zum Wahlboykott aufgerufen hatte.
Am Freitag, den 20. September 2013, fanden die eigentlichen Parlamentswahlen und Wahlen zum Indvuna statt. Kandidaten waren die Gewinner der Vorwahlen. Die Wahlen waren ebenfalls geheim und dauerten von 7:00 Uhr bis 18:00 Uhr. Nur der Kandidat mit der höchsten Stimmenzahl innerhalb der Inkhundla erhielt ein Mandat im House of Assembly. Zusätzlich wurden zehn Mitglieder vom König bestimmt. Der Attorney-General erhielt ebenfalls ein Mandat.

## Ergebnis
Die 55 gewählten Parlamentarier konnten gemäß der Verfassung keiner Partei zugeordnet werden. Nur zwei amtierende Minister und zwölf der Parlamentarier der letzten Amtsperiode konnten ihre Mandate behalten. Lediglich rund 80.000 Wähler sollen sich an der Wahl am 20. September beteiligt haben. 2016 waren noch keine offiziellen Angaben zur Zahl der Wähler veröffentlicht. Zu den gewählten Parlamentariern gehörte der oppositionelle Gewerkschaftsaktivist Jan Sithole (Swazi Democratic Party, kurz SWADEPA).
Die Beobachterkommission der AU kritisierte nach der Wahl die Abstimmung, da keine Parteien zugelassen waren.